# Пит Ловли
Пит Ловли (на английски: Pete Lovely) е американски пилот от Формула 1, роден е на 11 април 1926 г. в Ливингстън, Монтана, САЩ.

## Кариера във Формула 1
Пит Ловли дебютира във Формула 1 през 1959 г. в Голямата награда на Монако с Лотус, в световния шампионат на Формула 1 записва 11 участия, но не успява да спечели точки.